# Kumrocz
Kumrocz (ros.: Кумроч) – pasmo górskie w azjatyckiej części Rosji, na Kamczatce, najbardziej wysunięta na północny wschód część Gór Wschodnich.
Rozciąga się na długości ok. 200 km i wznosi się średnio na wysokość 800–1400 m n.p.m. Od południa graniczy z pasmem Tumrok, od zachodu z grupą Kluczewskiej Sopki. Najwyższy szczyt, wulkan Szisz, osiąga wysokość 2346 m n.p.m..
Pasmo zbudowane z mezozoicznych i kenozoicznych skał osadowych. Złoża złota I srebra. W centralnej części przecięte szeroką doliną Kamczatki. Zbocza zachodnie są strome, natomiast wschodnie opadają łagodnie ku Morzu Beringa. W niższych partiach występują lasy liściaste oraz zarośla sosny karłowej, w wyższych zaś tundra górska i nieduże lodowce.